# Climaciella personata
Climaciella personata är en insektsart som först beskrevs av Hermann Stitz 1913.  Climaciella personata ingår i släktet Climaciella och familjen fångsländor. Inga underarter finns listade i Catalogue of Life.